# Jansenella griffithiana
Jansenella griffithiana är en gräsart som först beskrevs av Carmen Mueller, och fick sitt nu gällande namn av Norman Loftus Bor. Jansenella griffithiana ingår i släktet Jansenella och familjen gräs. Inga underarter finns listade i Catalogue of Life.